# Matelea pedunculata
Matelea pedunculata är en oleanderväxtart som först beskrevs av Joseph Decaisne, och fick sitt nu gällande namn av R. E. Woodson. Matelea pedunculata ingår i släktet Matelea och familjen oleanderväxter. Inga underarter finns listade i Catalogue of Life.